# Severní loďstvo

Rukávový odznak ruského Severního loďstva.

Severní loďstvo (rusky Северный флот, СФ) je operativně-strategický útvar ruského (do 1991 sovětského) námořnictva působící v Barentsovu a Norském moři a Severním ledovém oceánu. Je zodpovědné za obranu severozápadu Ruska. Hlavní základnou je Severomorsk. Je nejmladším ruským loďstvem, vzniklo roku 1937.

## Historie
Předchůdcem Severního loďstva byla Severní vojenská flotila zformovaná 1. června 1933 se základnou v Murmansku, později v Polarném. Flotila byla 11. května 1937 reorganizována v Severní loďstvo. Za druhé světové války se loďstvo účastnilo bojových operací. Bojovalo v zimní válce v letech 1939–1940 a ve velké vlastenecké válce v letech 1941–1945. V kontrastu k ostatním sovětským loďstvům během války znatelně vzrostlo, zatímco v polovině roku 1941 mělo 15 ponorek, 8 torpédoborců, 7 strážních a jiných lodí, 116 letadel. Roku 1945 loďstvo disponovalo bitevní lodí, křižníkem, 17 torpédoborci, 51 strážních kutrů, 45 protiponorkových lodí, 43 minolovek, 56 torpédovek, 42 ponorek, 718 letadel, 256 děl pobřežního dělostřelectva a 25 tisíc příslušníků námořní pěchoty. Ke dvacátému výročí konce války bylo, 7. května 1965, loďstvo za bojové zásluhy vyznamenáno Řádem rudého praporu.
Koncem 50 let Severní loďstvo posílilo o atomové ponorky vyzbrojené balistickými raketami. Dne 17. června atomová ponorka Leninskij komsomol doplula na Severní pól. Oblast odpovědnosti loďstva se rozšířila i na západ, do Atlantského oceánu, kde byla od roku 1968 stále přítomna 7. operativní eskadra.
Po zániku Sovětského svazu se Severní loďstvo stalo ruským. Je nejsilnějším ze čtyř loďstev ruského námořnictva. Zahrnuje atomové i dieselové ponorky, hladinové lodě různých tříd, letectvo. V loďstvu slouží Admiral Kuzněcov, jediný ruský těžký letadlový křižník, vlajkovou lodí Severního loďstva je těžký atomový raketový křižník Pjotr Velikij.

## Velitelé
- komodor 1. stupně Konstantin Ivanovič Dušenov, 11. července 1935 – 28. května 1938
- komodor 2. stupně (od 4. června 1940 kontradmirál) Valentin Petrovič Drozd, 28. května 1938 – 26. července 1940
- kontradmirál (od 16. září 1941 viceadmirál, 31. března 1944 admirál) Arsenij Grigorjevič Golovko, 26. července 1940 – 4. srpna 1946
- viceadmirál (od 27. ledna 1951 admirál) Vasilij Ivanovič Platonov, 4. srpna 1946 – 23. dubna 1952
- viceadmirál (od 3. srpna 1953 admirál) Andrej Trofimovič Čabaněnko, 23. dubna 1952 – 28. února 1962
- admirál Vladimir Afanasjevič Kasatonov, 28. února 1962 – 2. června 1964
- viceadmirál (od 16. června 1965 admirál, od 28. července 1970 admirál loďstva) Semjon Ivanovič Lobov, 2. června 1964 – 3. května 1972
- admirál (od 5. listopadu 1973 admirál loďstva) Georgij Michajlovič Jegorov, 3. května 1972 – 1. července 1977
- viceadmirál (od 1978 admirál) Vladimir Nikolajevič Čerňavin, 1. července 1977 – 16. prosince 1981
- admirál Arkadij Petrovič Michajlovskij, 16. prosince 1981 – 25. února 1985
- admirál Ivan Matvejevič Kapitanec, 25. února 1985 – 19. března 1988
- viceadmirál (od 31. října 1988 admirál) Felix Nikolajevič Gromov, 19. března 1988 – 14. března 1992
- viceadmirál (od 7. července 1992 admirál) Oleg Alexandrovič Jerofejev, 14. března 1992 – 29. ledna 1999
- viceadmirál (od června 1999 admirál) Vjačeslav Alexejevič Popov, 29. ledna 1999 – 1. prosince 2001
- viceadmirál (od 21. února 2002 admirál) Gennadij Alexandrovič Sučkov, 5. prosince 2001 – 29. května 2004 (od 11. září 2003 fakticky vykovával funkci velitele Severního loďstva viceadmirál Sergej Viktorovič Simoněnko)
- viceadmirál (od 2005 admirál) Michail Leopoldovič Abramov, 29. května 2004 – 4. září 2005
- viceadmirál (od 15. prosince 2006 admirál) Bladimir Sergejevič Vysockij, 26. září 2005 – 12. září 2007
- viceadmirál (od 13. prosince 2010 admirál) Nikolaj Michajlovič Maximov, 20. listopadu 2007 – 30. března 2011 (12. září – 20. listopadu 2007 dočasně plnil povinnosti velitele Severního loďstva)
- kontradmirál Andrej Olgertovič Voložinskij, 30. března 2011 – 24. června 2011 (dočasný)
- admirál Vladimir Koroljov, 24. června 2011 – listopad 2015
- admirál Nikolaj Jevmenov, od listopadu 2015 – 3. května 2019
- admirál Alexandr Moisejev, od 3. května 2019